# Let’s Be Friends
«Let’s Be Friends» — сингл в исполнении американский певицы Эмили Осмент. Релиз сингла на digital download состоялся 8 июня 2010, в качестве главного сингла из дебютного альбома Осмент Fight or Flight. Она была написана Эмили Осмент, Тоби Гэдом и Манди Перкинс.
«Let’s Be Friends» получил большой успех в Японии, дебютировав под № 24 на чарте Billboard Japan Hot 100, что делает его лучшим синглом Эмили Осмент.настоящего времени Кроме того, сингл был также успешным в Германии, дебютировав под № 67 и остаясь в чарте в течение шести недель.

## Происхождение
Песня была написана Эмили Осмент, Тоби Гэдом и Манди Перкинс. «Let’s Be Friends» является оптимистичной поп песней, которая содержит множественное использование барабанов и электрогитары. Песня показывает музыкальный переход Осмент в сторону более зрелой аудитории.
Ранее Осмент заявляла в интервью, что «Let’s Be Friends» песня о сложных отношениях с кем она провела 2009 год. Она также рассказала, что выбрала пляж, как сцену для её видеоклипа. В том же интервью, Осмент сказала, что она носила такую же одежду, когда она встретила этого человека.

## Критика
Сингл получил множество положительных отзывов от критиков. Однако, некоторые критики и фанаты отмечали, что песня звучит, как смесь песен Майли Сайрус "Can’t Be Tamed и P!nk «Funhouse». Они также сравнили Эмили Осмент с Майли Сайрус, исполнительницей главной роли в сериале Ханна Монтана, заявив, что она превратилась в более зрелый и сексуальный образ.

## Музыкальное видео
В видеоклипе, снятом на сингл, Осмент идёт с подругами на пляж, для заигрывания со случайным симпатичным мужчиной. Он начинается с Эмили и её друзей подъехавших на стоянку пляжа на своём белом Мустанге. Затем идут на пляж, где Осмент находит милого мальчика и начинает с ним флиртовать.

## Живые выступления
Осмент исполнила свою песню на Clap Your Hands Tour, вместе с предыдущими синглами «All the Way Up» и «You Are the Only One». Она также была выступила на утреннем ТВ-шоу Toronto Breakfast Television в Канаде. Осмент спела оригинальную версию песни на The Dome 55 в Германии.

## Список композиций
Digital download:
1. «Let’s Be Friends» 3:03

Международные CD синглы:
1. «Let’s Be Freinds» [с новым хором] 3:03
2. «Let’s Be Freinds» [Prince Villiam Remix] 4:02
3. «Let’s Be Freinds» [Coltman Remix] 5:29

Другие Ремиксы:
1. «Let’s Be Freinds» [Riddler Remix] 3:36

## Чарты
| Чарт (2010/2011)                   | Максимальная позиция |
| ---------------------------------- | -------------------- |
| Германия (Media Control)           | 67                   |
| Япония (Japan Hot 100)             | 24                   |
| США Billboard Hot Dance Club Songs | 31                   |